# Palazzo dei Normanni

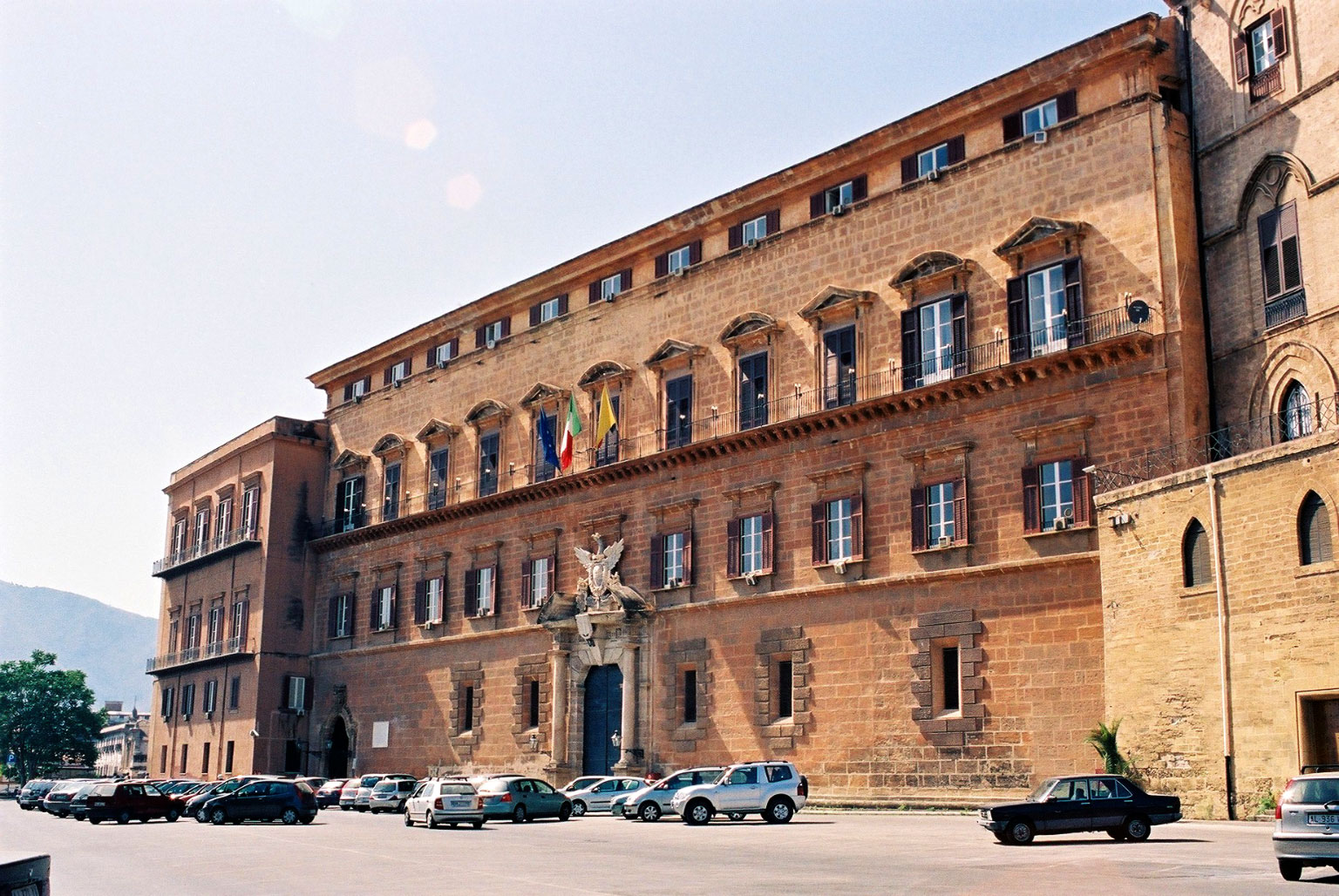
Fachada renascentista do Palazzo dei Normanni.

O Palazzo Reale de Palermo, hoje conhecido como Palazzo dei Normanni, é a sede da  Assembleia Regional Siciliana. No primeiro andar surge a Capela Palatina; é um dos monumentos mais visitados na Sicília. Os serviços turísticos adicionais estão ao cuidado da Fundação Frederico II (Fondazione Federico II).

## História

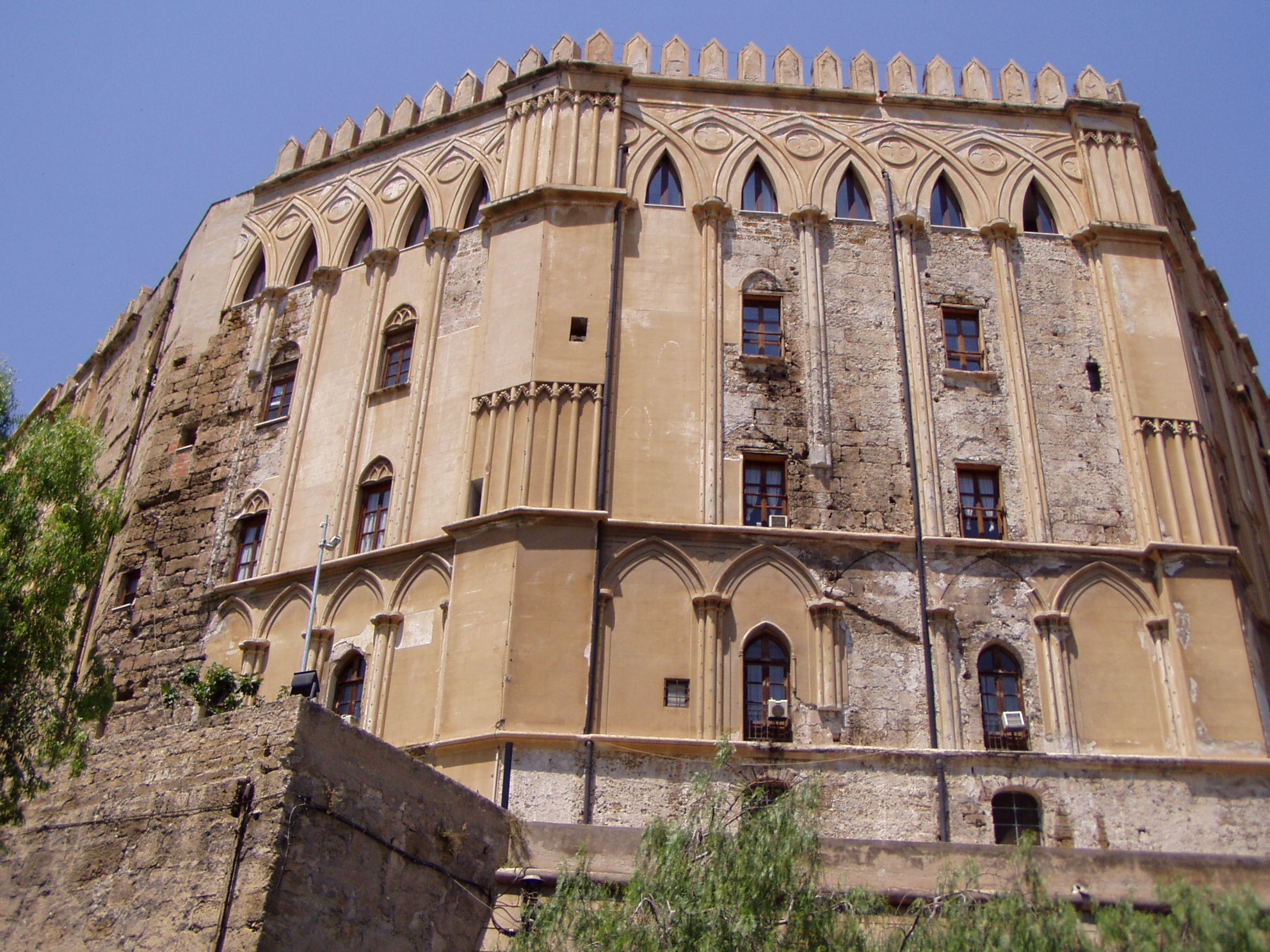
Parte normanda do palácio.

O palácio real dos normandos surge na posição mais elevada do núcleo urbano, mesmo por cima dos primeiros assentamentos púnicos, cujos vestígios ainda são visíveis nos subterrâneos.
A primeira construção, o Qasr, ou seja, o Palácio ou Castelo, é atribuído ao período da primeira dominação árabe da Sicília (século IX). Os soberanos normandos transformaram o precedente edifício árabe num centro complexo e polifuncional que deveria exprimir todo o poder da monarquia. Foi assim realizada uma estrutura de edifícios torriformes ligados entre si com um sistema de pórticos alternados por jardins, que também hospedava laboratórios de ourivesaria e de produção de tecidos (o kiraz). Por outro lado, o complexo estava directamente ligado à catedral através duma via coberta.

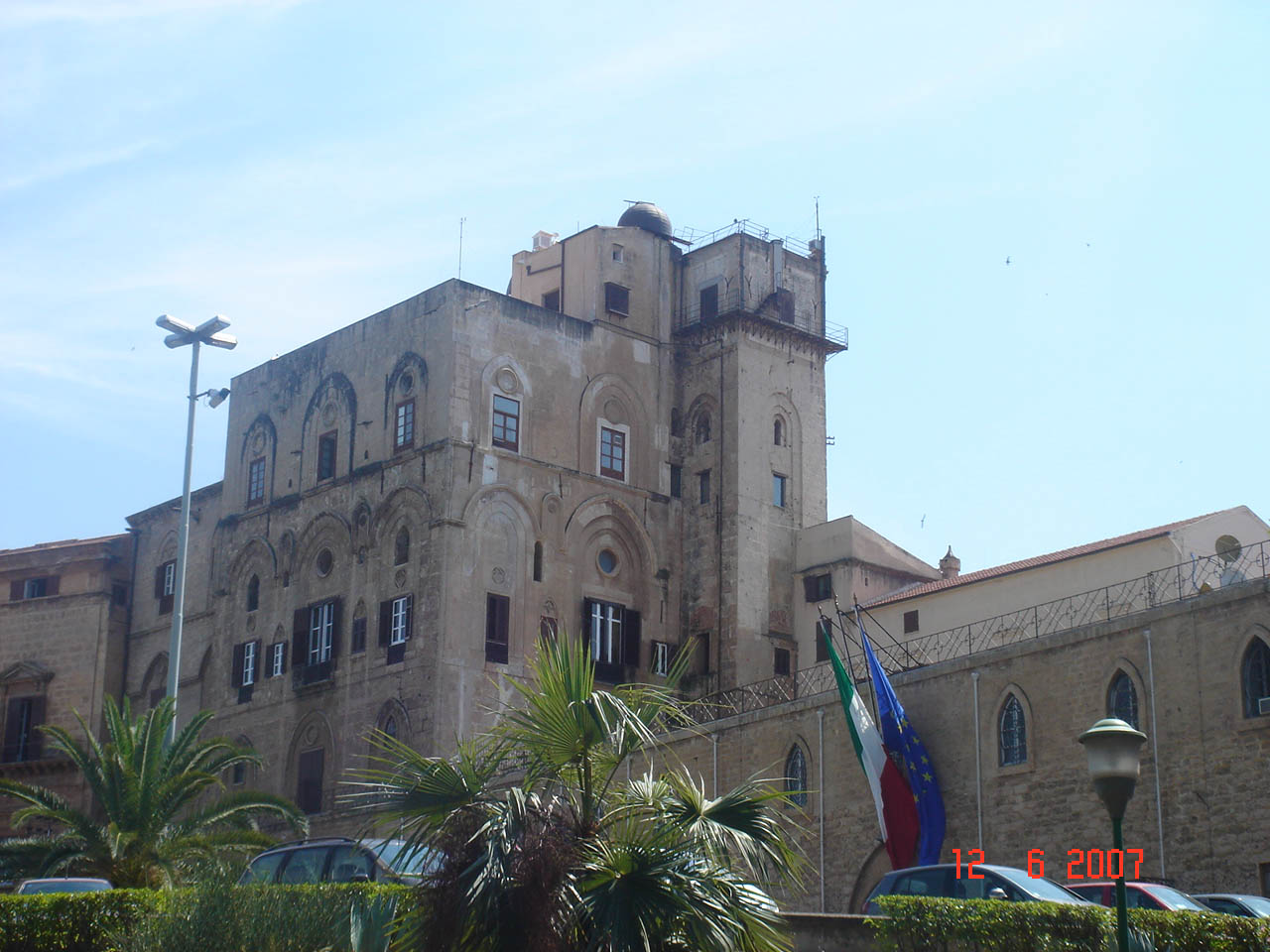
A Torre Pisano, sede do Observatório Astronómico de Palermo.

Em 1132, sob o reinado de Rogério II, foi construída a Capela Palatina, que se tornou no centro gravitacional das várias estruturas em que o palácio era articulado.
De seguida, os suevos mantiveram no palácio as actividades administrativas, de chancelaria e literárias, hospedando ali a escola poética siciliana. Todavia, o rei Frederico II residiu ali apenas na juventude.

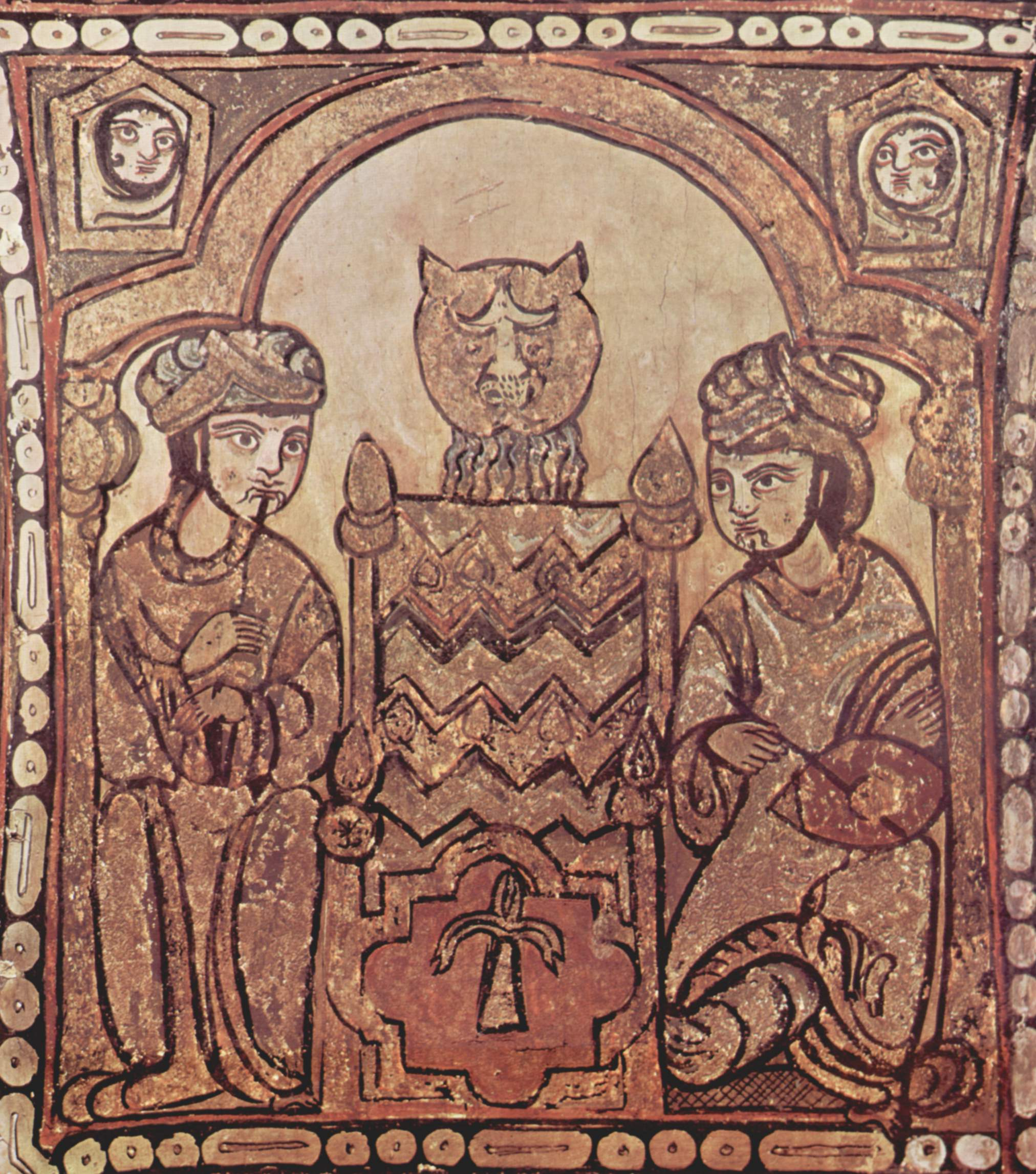
Pintura árabe dos reis normandos (c. 1150) no Palazzo dei Normanni.

Os anjevinos primeiro e os aragoneses depois privilegiaram outras sedes em detrimento do castelo. O palácio voltou a ocupar um papel importante na segunda metade do século XVI, quando o vice-rei espanhol o elegeu como sua residência, procedendo a par e passo a importantes reestruturações motivadas tanto pelas exigências de representação como pelas militares de tipo defensivo, com a criação de um sistema de bastiões.
Os Bourbon realizaram posteriores salas de representação (a Sala Vermelha, a Sala Amarela e a Sala Verde) e mandaram reestruturar a Sala de Hércules, assim denominada pelos afrescos dedicados aos trabalhos do herói mitológico.
A partir de 1947, o Palazzo dei Normanni tornou-se na sede da Assembleia Regional Siciliana. A ala oeste (com a Porta Nuova) foi atribuída ao Exército da Itália e é sede do distrito militar.
Durante a década de 1960, o palácio foi sujeito a profundos trabalhos de restauro ao cuidado de Rosario La Duca.
O palácio é, ainda, sede do Observatório Astronómico de Palermo "Giuseppe S. Vaiana".

## Estrutura do palácio

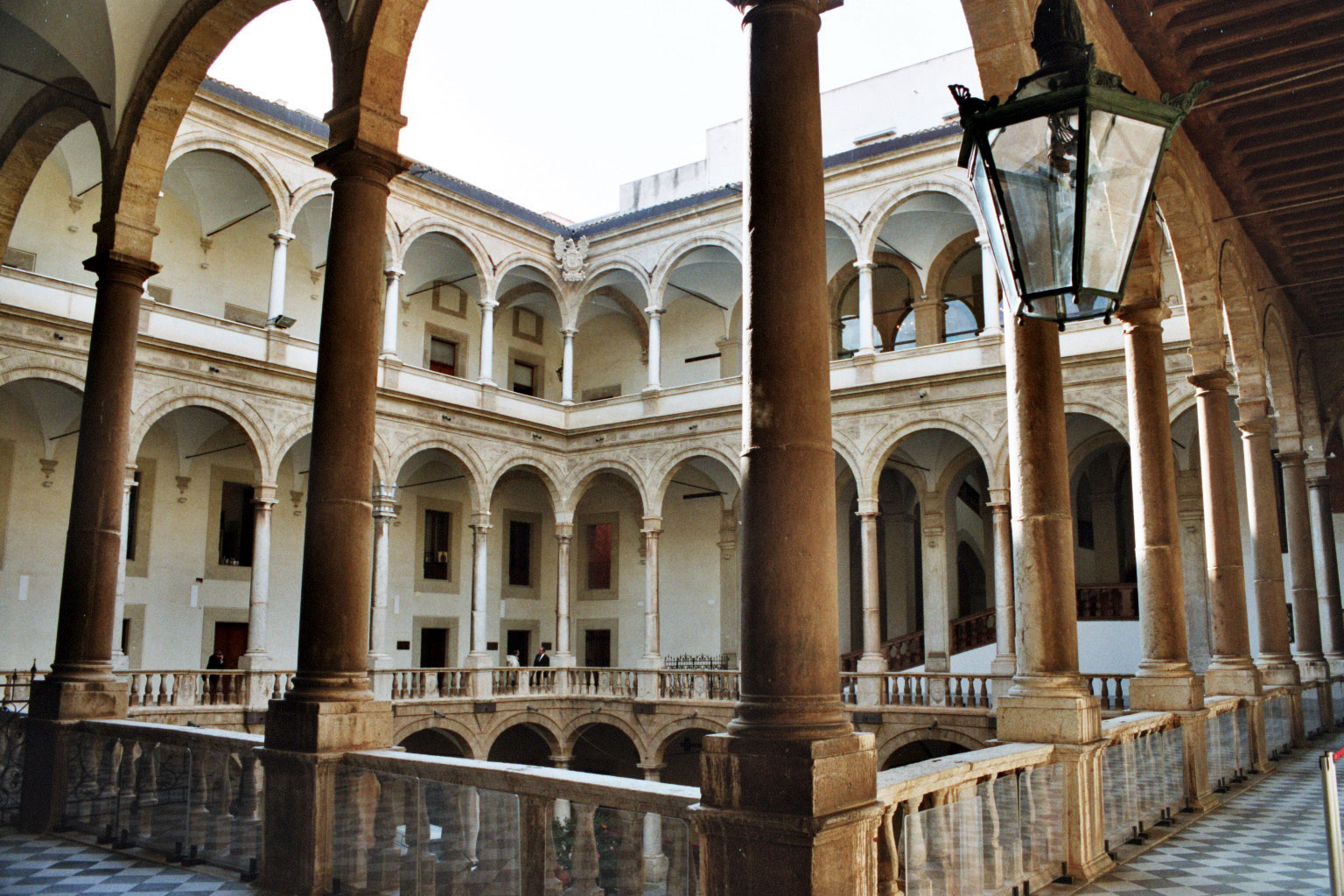
Pátio interior.

A entrada principal encontra-se na Piazza Parlamento, enquanto a entrada de automóveis e a turística se encontram na Piazza Indipendenza, em frente do Palazzo d'Orleans, sede da presidência da Região Siciliana.
Além da Capela Palatina, as partes de construção atribuídas aos normandos são a Torre Pisana, sede da sala do Tesouro, e a Torre da Gioaria, que hospeda no piso inferior a sala dos guardas (Armigeri) e no piso superior, o chamado "Piano parlamentare", a Sala do Rei Rogério, decorada com mosaico, e la Sala dos Ventos.
No segundo andar do palácio encontram-se, por sua vez, a Sala de Hércules (Sala d'Ercole), actual lugar de reunião da Assembleia Regional Siciliana, a Sala Amarela (Sala Gialla) e a Sala do Vice-rei (Sala dei Viceré).
As salas estão ligadas à chamada cripta por duas escadas laterais. A cripta é, na realidade, uma igreja de inspiração bizantina constituída por um vão com planta quadrada abaixo do presbitério, subdividido por duas colunas de pedra e caracterizado por uma ampla abside central e por duas absides laterais de dimensões mais contidas.

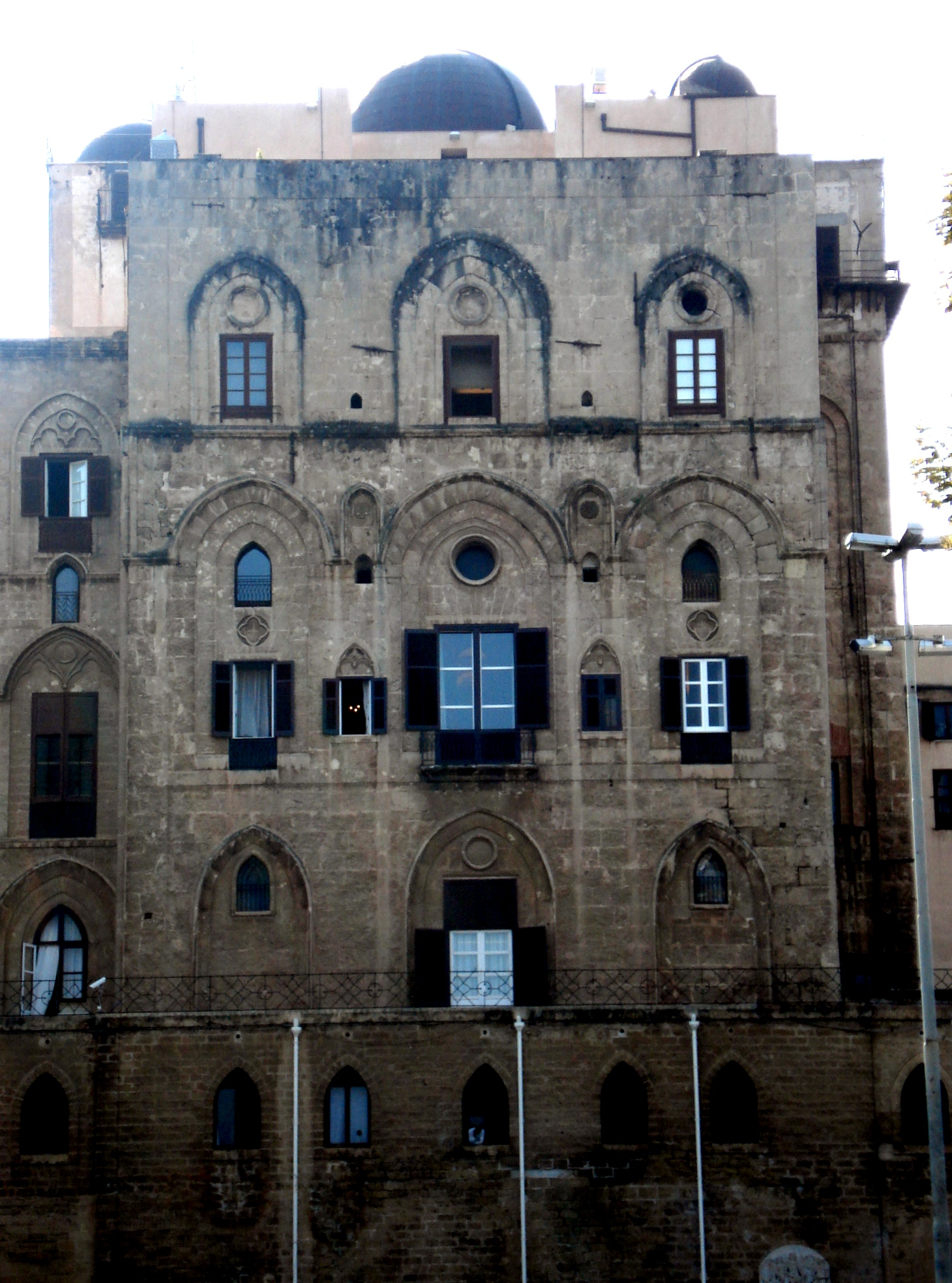
A Torre Pisano
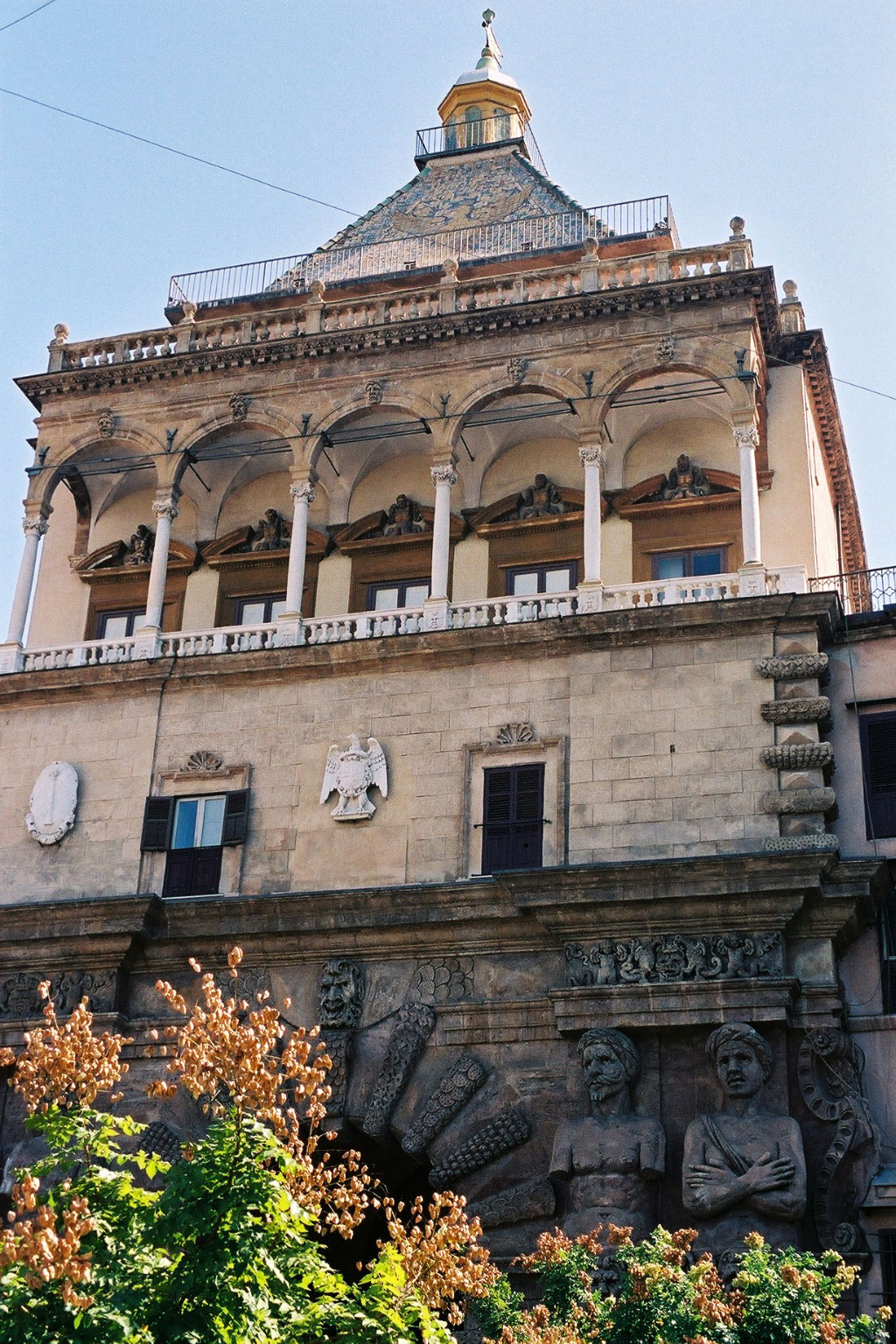
A Porta Nuova
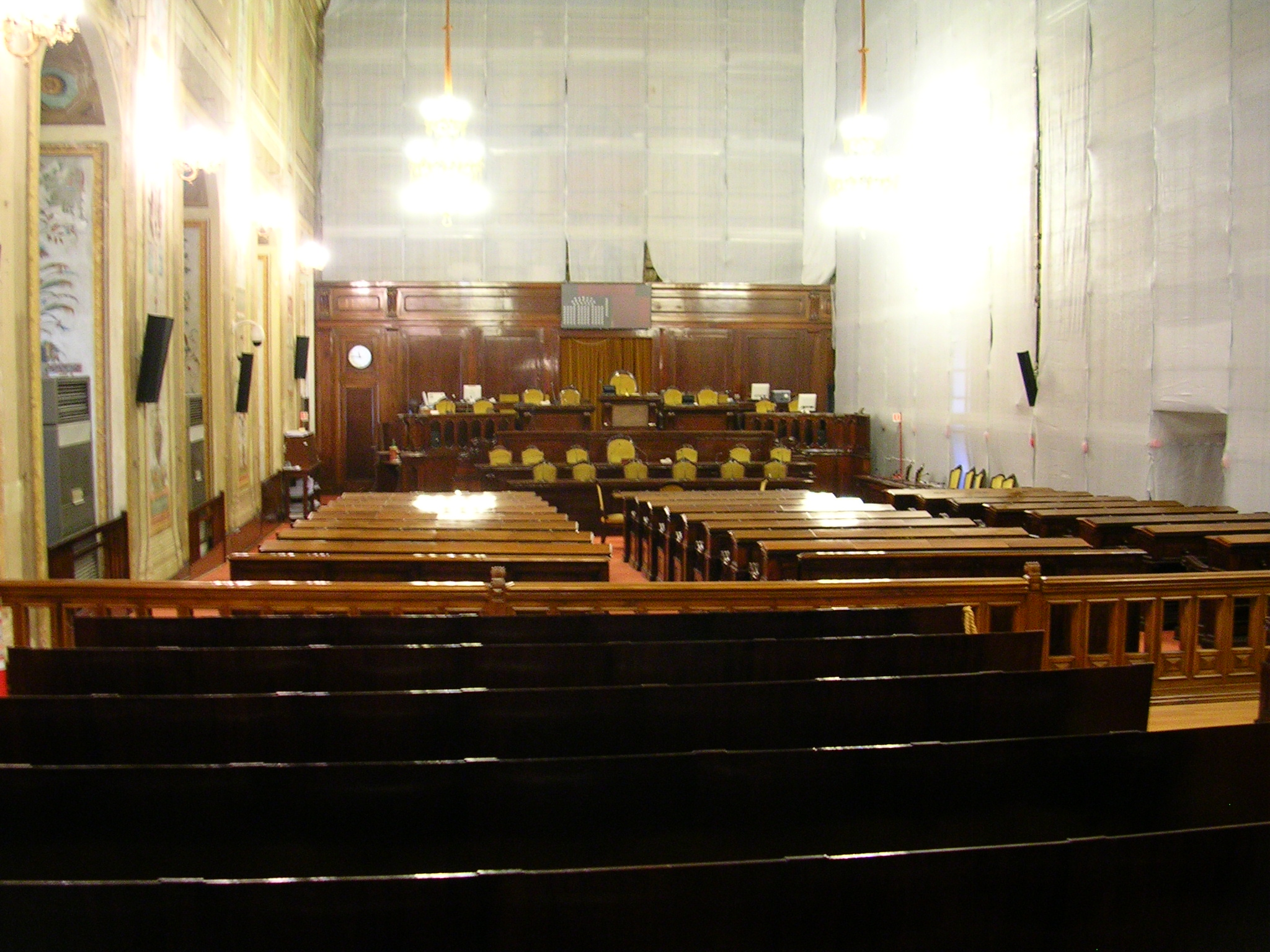
Sala de Hércules
Vista parcial do palácio
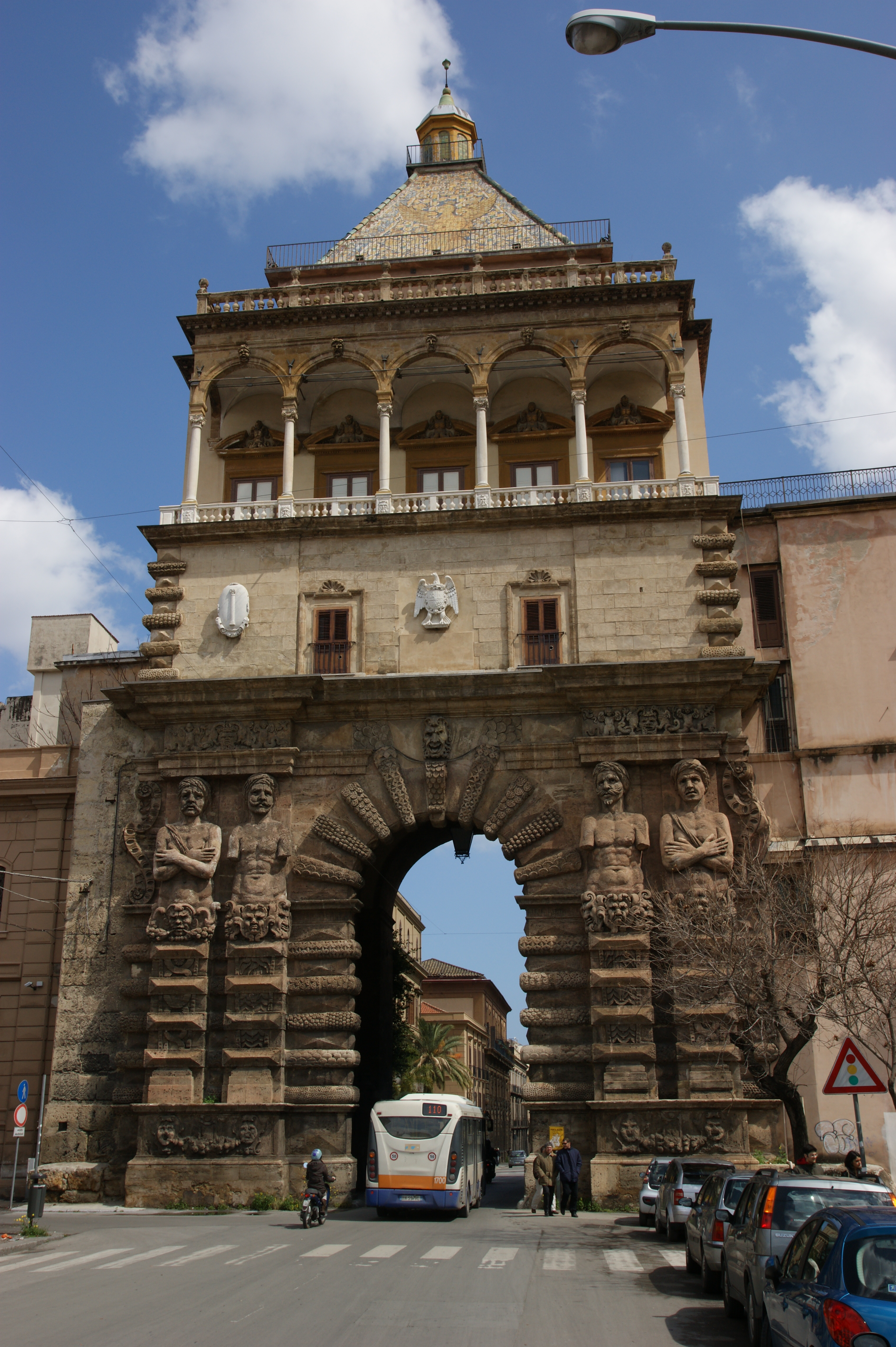
A Porta Nuova

### Capela Palatina

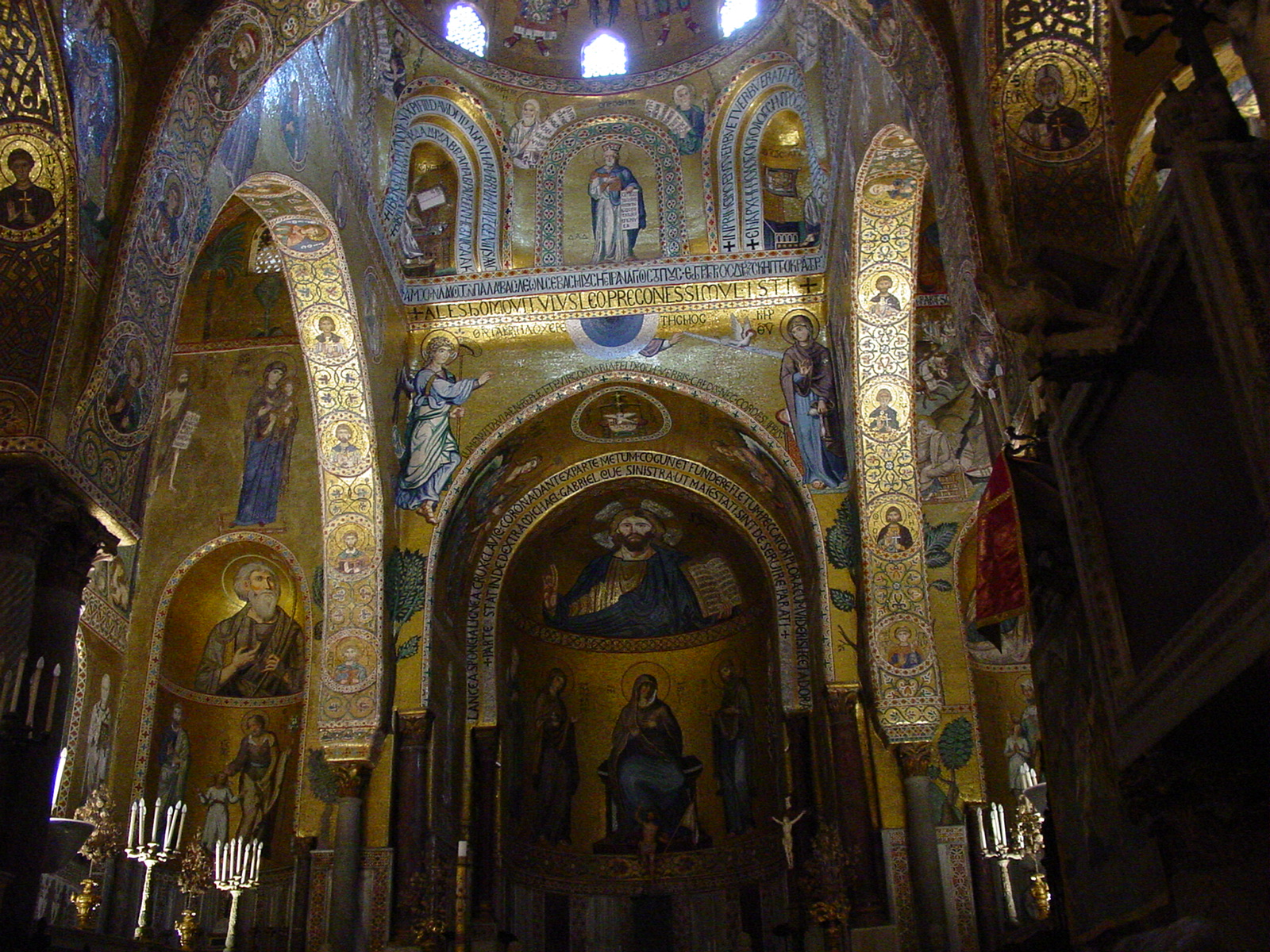
Interior da Capela Palatina.

A Capela Palatina é uma basílica com três naves dedicada aos santos Pedro e Paulo. Foi mandada construir por vontade de Rogério II e consagrada no dia 28 de Abril de 1140 como igreja da família real.
As três naves são separadas por colunas em granito e mármore cipolino com capitéis compósitos que suportam uma estrutura de arcos ogivais. Completa a construção a cúpula, erguida sobre as três absides do santuário. A cúpula e o campanário originalmente eram visíveis do exterior antes de serem englobadas no palácio real na sequência das construções sucessivas.

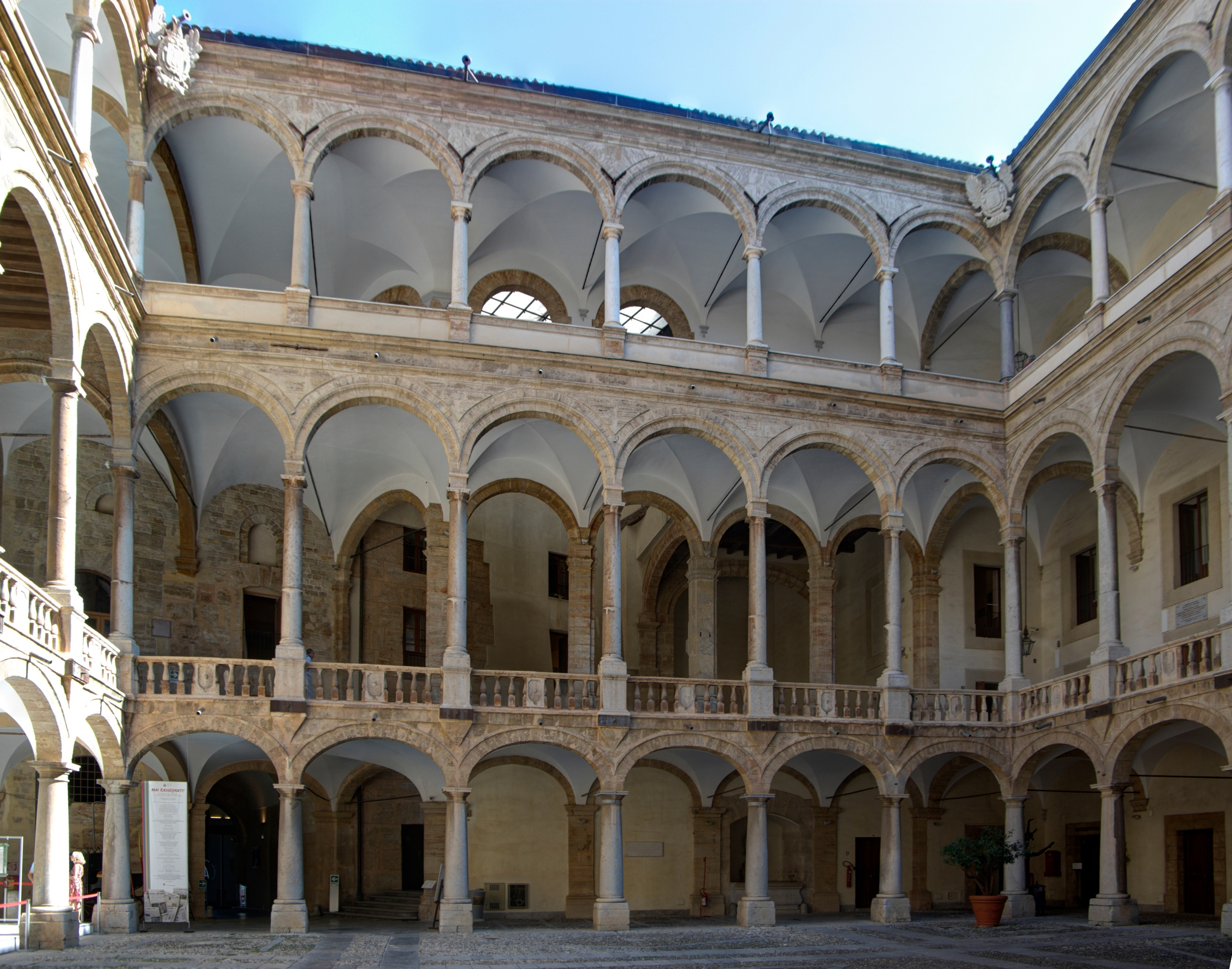
Capela Palatina vista do Pátio.

A cúpula, o transepto e as absides são inteiramente decoradas na parte superior por mosaicos bizantinos, entre os mais importantes da Sicília, representando o Cristo Pantocrator bendito, os evangelistas e várias cenas bíblicas. Os mosaicos de datação mais antiga são os da cúpula, os quais remontam à construção original de 1143.
O tecto em madeira da nave central e as treliças das outras naves são decoradas com entalhes e pinturas de estilo árabe. Em cada segmento estão presentes estrelas de madeira com representações de animais e cenas da vida da corte islâmica.
Danificada pelo terramoto de Setembro de 2002, foi  sujeita a restauros, concluídos em Julho de 2008. O projecto dos restauros foi produzido pelo arquitecto Guido Meli, dirigente do centro regional para o restauro da Região Siciliana, sendo financiado pelo mecenas alemão Reinold Wurth com mais de três milhões de euros.
Os trabalhos foram executados, sob a direcção do arquitecto Mario Li Castri, por um grupo de restauradores de obras de arte romanos, entre os quais Carla Tomasi, Marina Furci, Michela Gottardo e Paolo Pastorello.

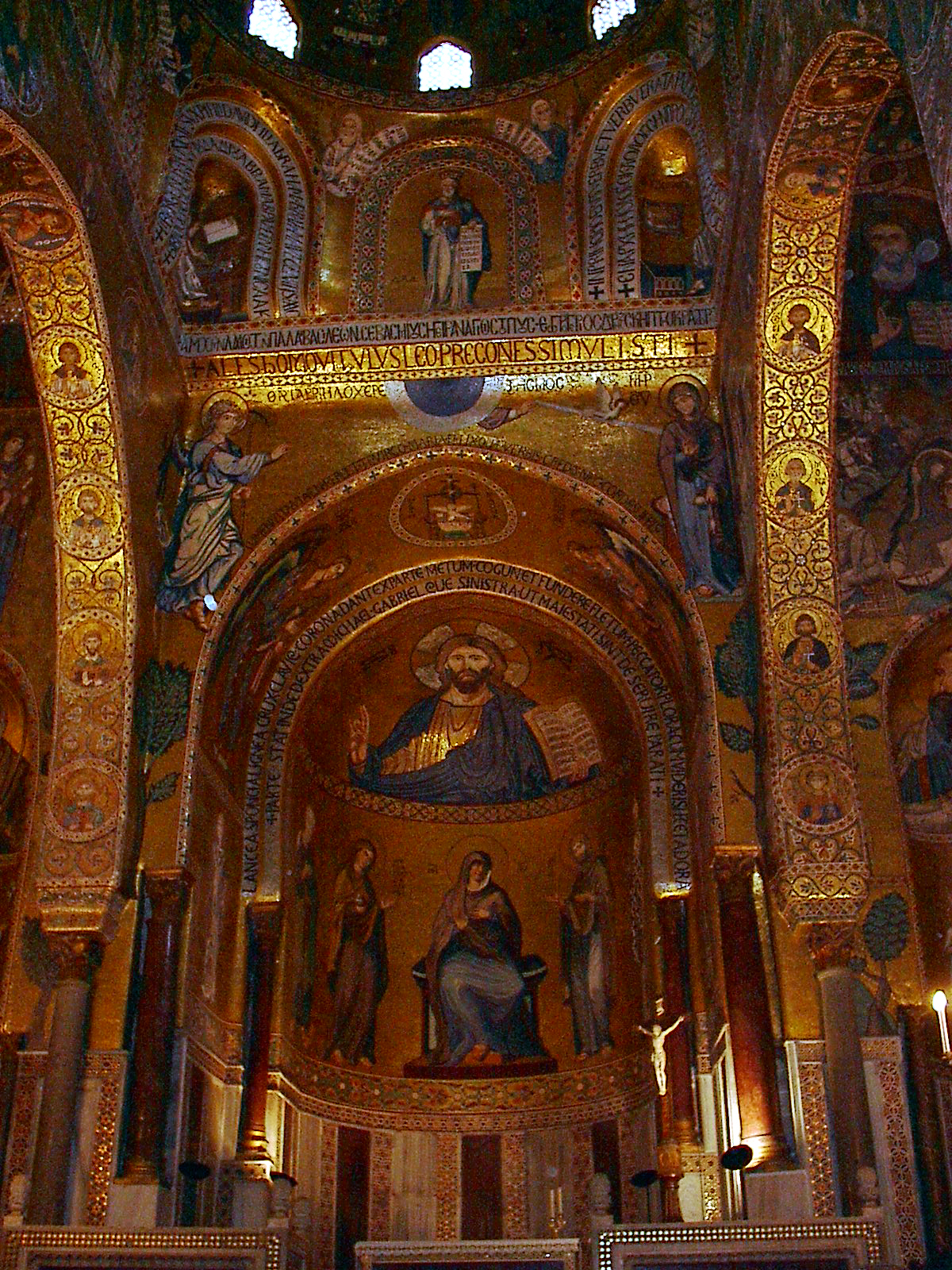
Interior da Capela Palatina
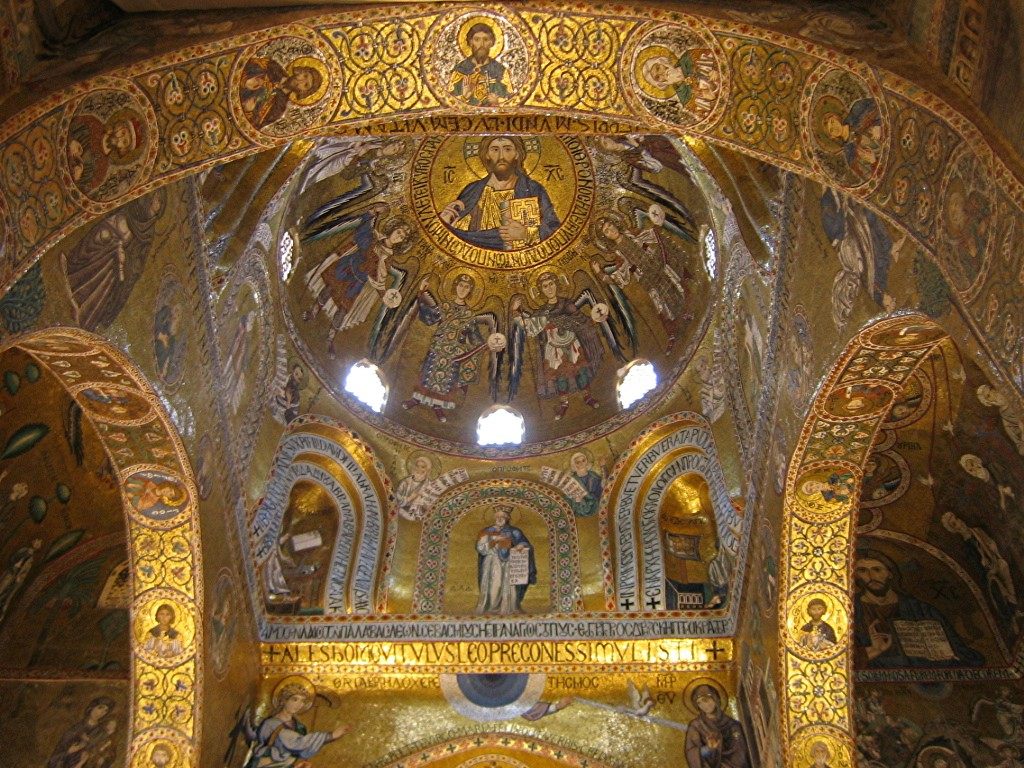
Imagem do Cristo Pantocrator  na abside central
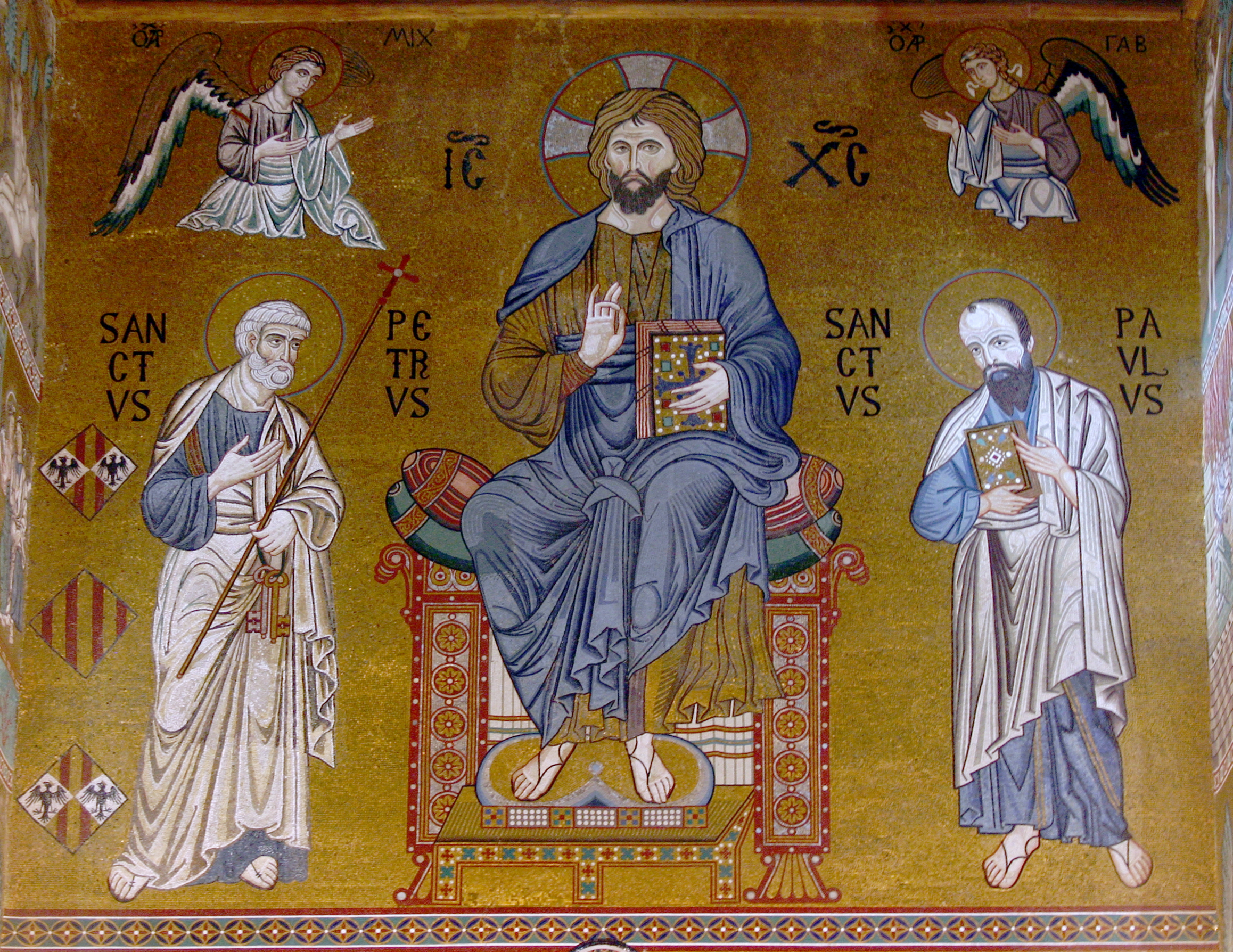
Cristo abençoador junto com os apóstolos Pedro e Paulo
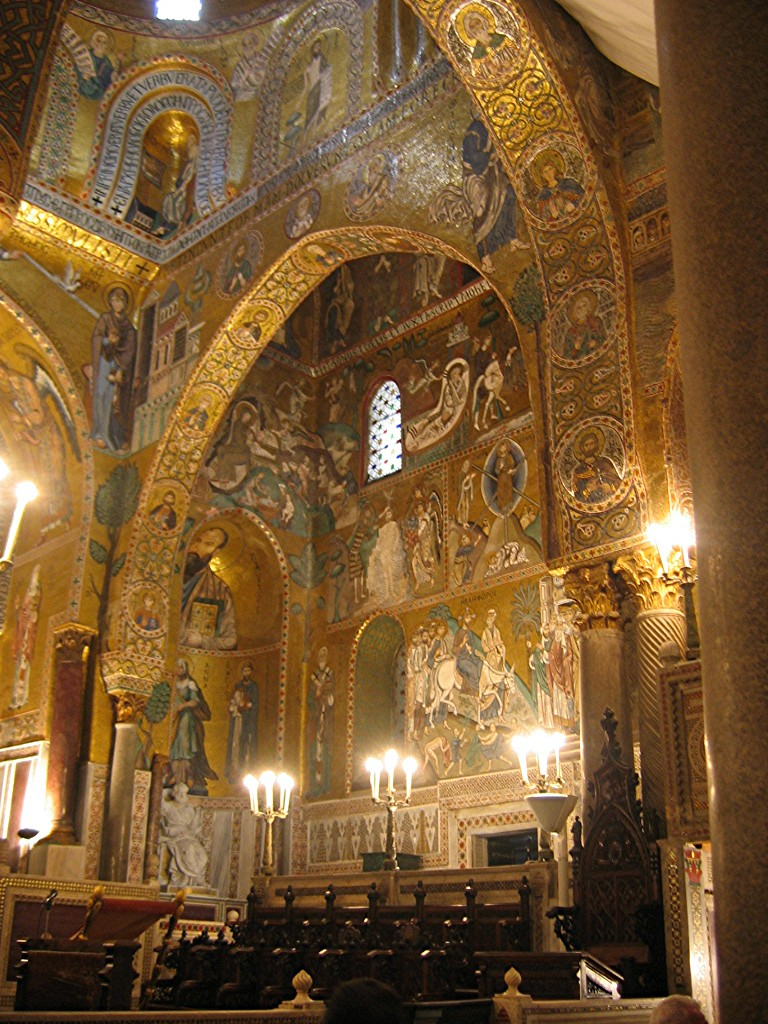
Arcos sarracenos e mosaicos bizantinos complementam-se na Capela Palatina
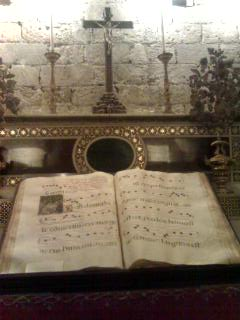
Detalhe da cripta

### Sala do Rei Rogério
A Sala do Rei Rogério, que se encontra no interior da Torre Pisana, também é caracterizada por uma decoração com mosaicos datados do século XII.
As decorações dos mosaicos representam cenas de carácter aparatoso e venatório (relacionadas com a caça) com grande dedicação na execução dos animais, entre os quais, além de centauros, aparecem leopardos, pavões, veados, cisnes sobre um fundo de vegetação de árvores e palmeiras. A representação dos cânones sumptuosos, mas com assentos de rigidez, delineiam a claríssima matriz greco-bizantina da obra. A abóbada da sala remonta, pelo contrário, ao período posterior de Frederico II, como é testemunhado pela representação da águia sueva.